# Russ Letlow
Willard Russell Letlow (* 5. Oktober 1913 in Dinuba, Kalifornien, USA; † 12. Oktober 1987 in San Luis Obispo, Kalifornien), Spitzname: King Kong, war ein US-amerikanischer American-Football-Spieler. Er spielte in der National Football League (NFL) bei den Green Bay Packers in der Offensive Line.

## Spielerlaufbahn

### Collegekarriere
Russ Letlow besuchte in Taft, Kalifornien, die Highschool. Bereits auf der Highschool spielte er American Football und war als Leichtathlet und Baseballspieler aktiv. Aufgrund seiner sportlichen Leistungen im Footballsport wurde er in die Ligaauswahl gewählt. Nach seinem Schulabschluss studierte er an der University of San Francisco und spielte dort Football für die USF Dons. 1936 wurde er zum College-All-Star-Game eingeladen. Seine Mannschaft spielte gegen die Detroit Lions 7:7. Ferner nahm er am East-West-Shrine Game, einem weiteren Auswahlspiel, teil.

### Profikarriere
Er wurde 1936 in der ersten Runde an 7. Stelle der NFL Draft von den  Green Bay Packers verpflichtet. Letlow spielte in der durch Curly Lambeau trainierten Mannschaft sowohl als Guard, als auch Offensive Tackle. Letlow war für den Schutz von Arnie Herber und später für den Schutz von Cecil Isbell verantwortlich, die als Quarterbacks für die Packers spielten. Ferner wurde er als Blocker von Runningback Clarke Hinkle eingesetzt. 1936 konnten die Packers, nach einer Saison mit 10 gewonnenen bei 12 ausgetragenen Spielen in das NFL-Meisterschaftsspiel einziehen und die Boston Redskins mit 21:6 besiegen.

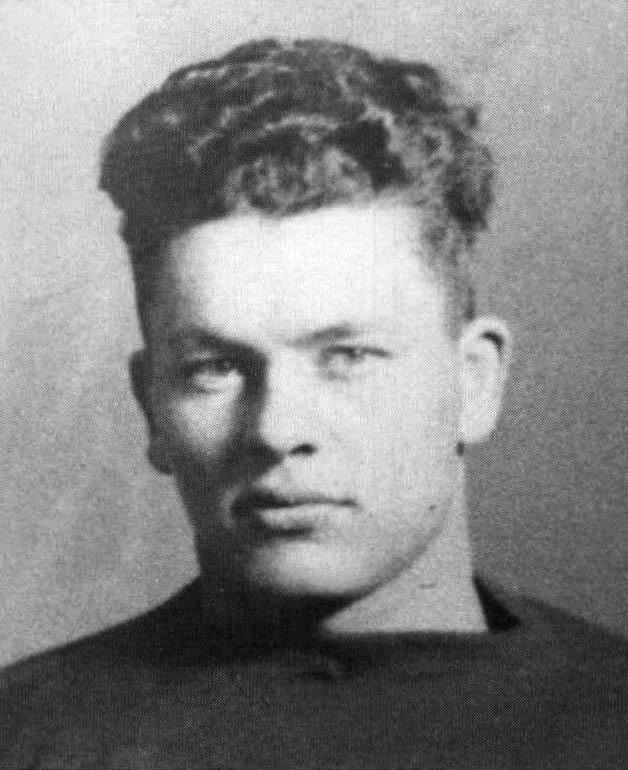
Curly Lambeau

1938 verloren die Packers im Endspiel gegen die New York Giants mit 23:17. In der Saison
1939 konnte die Mannschaft von Letlow neun von 11 Spielen gewinnen und gewann zudem das Endspiel gegen die Giants mit 27:0.
1941 konnte die Mannschaft aus Green Bay 10 von 11 Spielen siegreich gestalten, die Mannschaft scheiterte aber im Meisterschaftshalbfinalspiel an den Chicago Bears mit 33:14. Nach der Saison 1942 musste Letlow seinen Militärdienst bei der U.S. Navy ableisten, spielte aber dort American Football für eine Marinemannschaft. Nach einem weiteren Jahr bei den Packers beendete Letlow 1946 seine Laufbahn.

## Nach der Laufbahn
Russell Letlow zog nach Delano, Kalifornien und wurde dort ein erfolgreicher Geschäftsmann in der Gaswirtschaft. Er war verheiratet und hatte drei Kinder. Seine Asche wurde auf See bestattet.

## Ehrungen
Letlow spielte zweimal im Pro Bowl, dem Saisonabschlussspiel der besten Spieler einer Spielrunde. Er wurde viermal zum All-Pro gewählt und ist Mitglied im NFL 1930s All-Decade Team, in der The Bob Elias Kern County Sports Hall of Fame, in der Hall of Fame seines Colleges und in der Green Bay Packers Hall of Fame.